# Mirador de Melincué

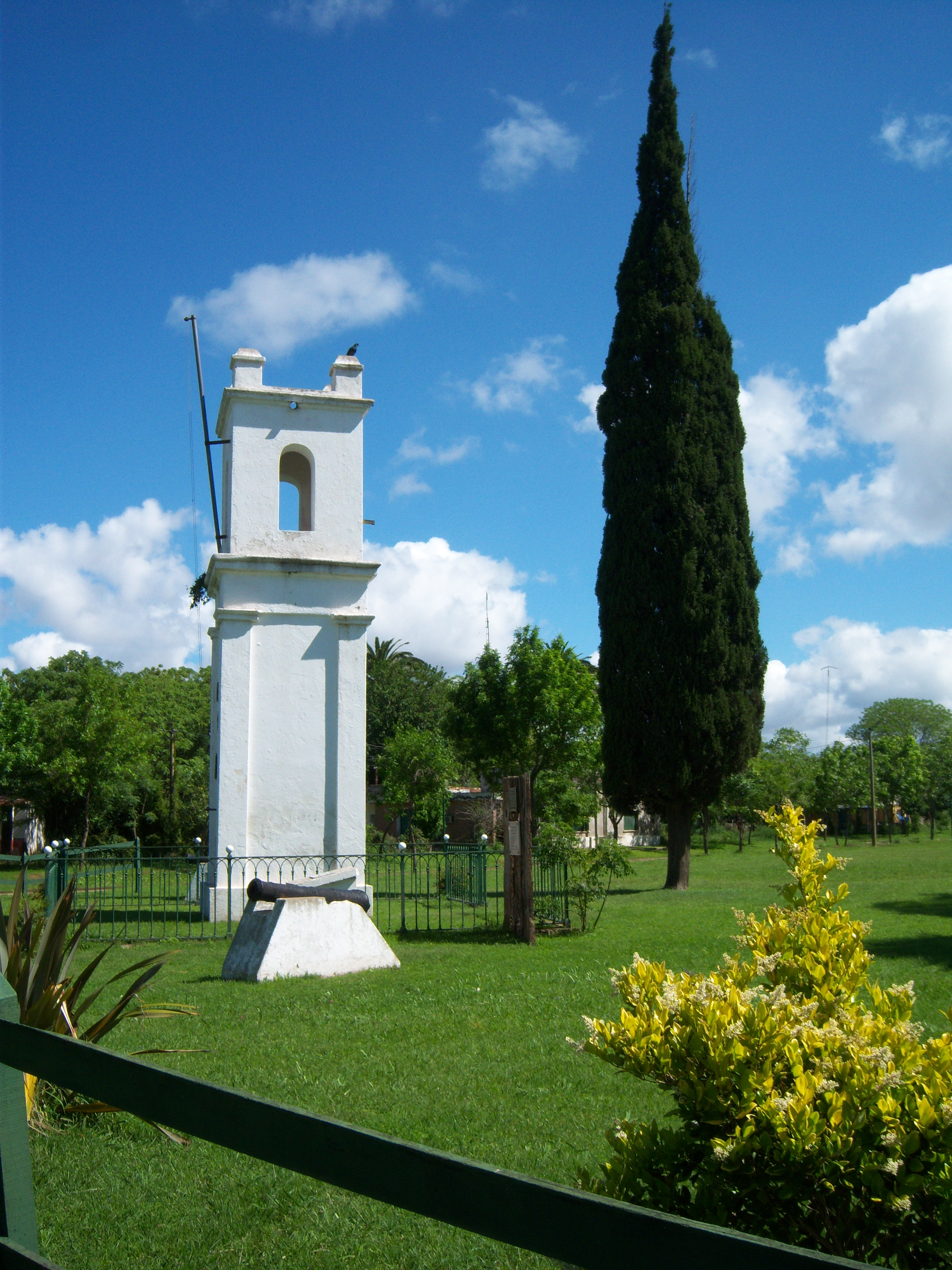
Mirador de Melincué

El Mirador de Melincué fue declarado Monumento Histórico Nacional en 1944, por decreto Nº 26250. Se lo conoce también como Mangrullo de Melincué. 
Se trata de una torre construida en 1868 en mampostería de ladrillos, levantada en cercanía del fortín Melincué, en la provincia de Santa Fe, departamento General López, Argentina. Estaba destinada a servir de punto elevado de observación y vigilancia para prevenir la aproximación de los malones indígenas. Fue construida por el empresario de mensajerías Luis Laflor, de origen italiano, radicado en la zona de Rosario, motivado por haber sufrido su familia un rapto con pedido de rescate, por parte de la tribu de Calfucura. La construcción reemplazó al precario mangrullo de troncos que tuvo el fortín local. Constituye un testimonio de la época de enfrentamientos vivida en la zona de contacto entre la población inmigrante y la población originaria.